# Сергеев, Алексей Андреевич
Алексей Андреевич Сергеев (11 [24] марта 1905, Родионовка, Серпуховский уезд – 1978, Минск)— советский хозяйственный, государственный и политический деятель.

## Биография
Родился 11 [24] марта 1905 года в деревне Родионовой Васильевской волости Серпуховского уезда в семье крестьян Андрея Васильевича и Татьяны Сергеевны Сергеевых, крещён на следующий день. 
Член КПСС с 1929 года.
С 1920 года — на хозяйственной, общественной и политической работе. В 1920—1973 гг. — молотобоец в родном селе, точильщик завода «Электросила», красноармеец, замначальника политотделов совхоза, уполномоченный ОГПУ-НКВД, начальник УНКВД Брестской области, начальник УНКГБ Брестской области, участник Великой Отечественной войны, начальник отделения КРО НКВД Казахской ССР, начальник отделения ОО НКВД Западного фронта, заместитель начальника УНКВД Смоленской области, начальник отделения ОО НКВД Западного фронта, начальник отделения ОО НКВД Центрального фронта, начальник отделения НКГБ БССР, начальник УНКГБ Гомельской области, начальник УНКГБ—УМГБ Брестской области, начальник УМГБ Витебской области, заместитель начальника УМВД Полоцкой области, председатель Белорусского общества охотников и рыболовов, инженер в управлении охотничьего хозяйства Госкомитета СМ БССР по охране природы.
Умер в Минске в 1978 году.